# Полумасковый красный лори
Полумасковый красный лори (лат. Eos semilarvata) — птица отряда попугаеобразных.

## Внешний вид
Длина попугая составляет около 24 сантиметров. Основной цвет оперения — ярко-красный. Перья, которые покрывают верхнюю часть щек и уши птицы — синие, с фиолетовым отливом. Брюхо и низ хвоста чисто синего цвета. Маховые перья красные с большими черными отметинами и мелкими белыми пестринами. Спина более темная, кирпично-красного цвета, поясница алая. Узкое окологлазное кольцо и ноги попугая серые. Клюв красновато-рыжий, с желтизной на конце.

## Распространение
Обитают только в горах и лесах на острове Серам.

## Образ жизни
Вне сезона размножения живут небольшими группами, которых обычно можно увидеть на цветущих деревьях. Во время сезона размножения — только парами.

## Питание
Питаются цветами, пыльцой, фруктами, нектаром и насекомыми.